# Cas Naseiro
Cas Naseiro fou un cas de finançament il·legal de partit polític que va esquitxar el Partit Popular entre finals de 1989 i 1990.
El cas començà quan el 28 de novembre de 1988 la Brigada Policial d'Estupefaents de València demanà una autorització judicial per a intervenir el telèfon de Rafael Palop Argente, pare de Salvador Palop Martínez regidor del PP a l'ajuntament de València, per un presumpte delicte de tràfic d'estupefaents. Entre aquesta data i la d'11 d'abril de 1990 es van gravar unes 50 trucades de Salvador Palop amb Ángel Sanchis Perales (diputat a Corts Espanyoles del PP i Tresorer nacional del partit entre 1982 i 1987), Arturo Moreno (Sotssecretari general del PP per a afers electorals), Eduardo Zaplana (aleshores president del PP d'Alacant i després President de la Generalitat), el regidor José Luis Olivas Martínez (en l'Ajuntament de València, després Conseller zaplanista, més tard, substitut de Zaplana com a President de la Generalitat i posteriorment President de Bancaixa), Emilio Fernandez (Conseller pel PP en Radiotelevisió Valenciana); Manuel Romillo i Luis Janini (delegats a Alacant i València de Dragados y Construcciones), José Balaguer (director-gerent d'ETRA), Carlos Bonet (delegat a València de Huarte i Cía.) i Francisco Javier Domínguez (arquitecte municipal de Cullera).
Hi ha referències a l'alcaldessa Clementina Ródenas, al portaveu Joan Ballester, al diputat del PP Miguel Ángel Cortés i al President del PPCV i diputat valencià Pedro Agramunt Font de Mora.
De les converses el jutge va deduir l'existència d'una trama destinada a la concessió de llicències a empreses constructores en canvi de comissions, destinades al finançament del Partit Popular. El 9 d'abril de 1990 el jutge titular del Jutjat Número 2 de València Luis Manglano va ordenar la detenció de Rosendo Naseiro (tresorer del PP), Salvador Palop, Javier Domínguez, Luis Janini, José Balaguer i Carlos Bonet. Després de tres dies en els quals es va prendre declaració als detinguts, el jutge es va inhibir del cas en favor del Tribunal Suprem d'Espanya, per la probable implicació d'un aforat, el diputat popular Ángel Sanchis.
El fiscal del Suprem va considerar els fets constitutius d'un delicte de suborn en grau de conspiració, i va demanar 3 mesos de presó i 9 anys d'inhabilitació per a Palop i Sanchis, i 3 mesos de presó i 4 anys d'inhabilitació per a Naseiro. No obstant això, el 18 de juny de 1990, el Tribunal Suprem va anul·lar com a prova de càrrec les converses telefòniques gravades, argumentant que l'autorització judicial s'havia demanat per a investigar un presumpte delicte de tràfic de drogues, i el delicte del que finalment se'ls acusava era un altre distint. Davant això, el fiscal i les acusacions particulars van retirar les acusacions, ja que sense les cintes gravades era impossible mantenir els càrrecs. Una investigació interna del PP dirigida per Alberto Ruiz Gallardón proposà l'expulsió del partit dels implicats, però la proposta no prosperà.
Tot i que ningú no fou acusat formalment, aquest afer va tornar a saltar a la palestra quan esclatà l'afer FILESA de finançament il·legal del PSOE, del que en resultà l'empresonament dels diputats Josep Maria Sala i Grisó i Carlos Navarro i Gómez.